# 杭州市萧山区第一人民医院

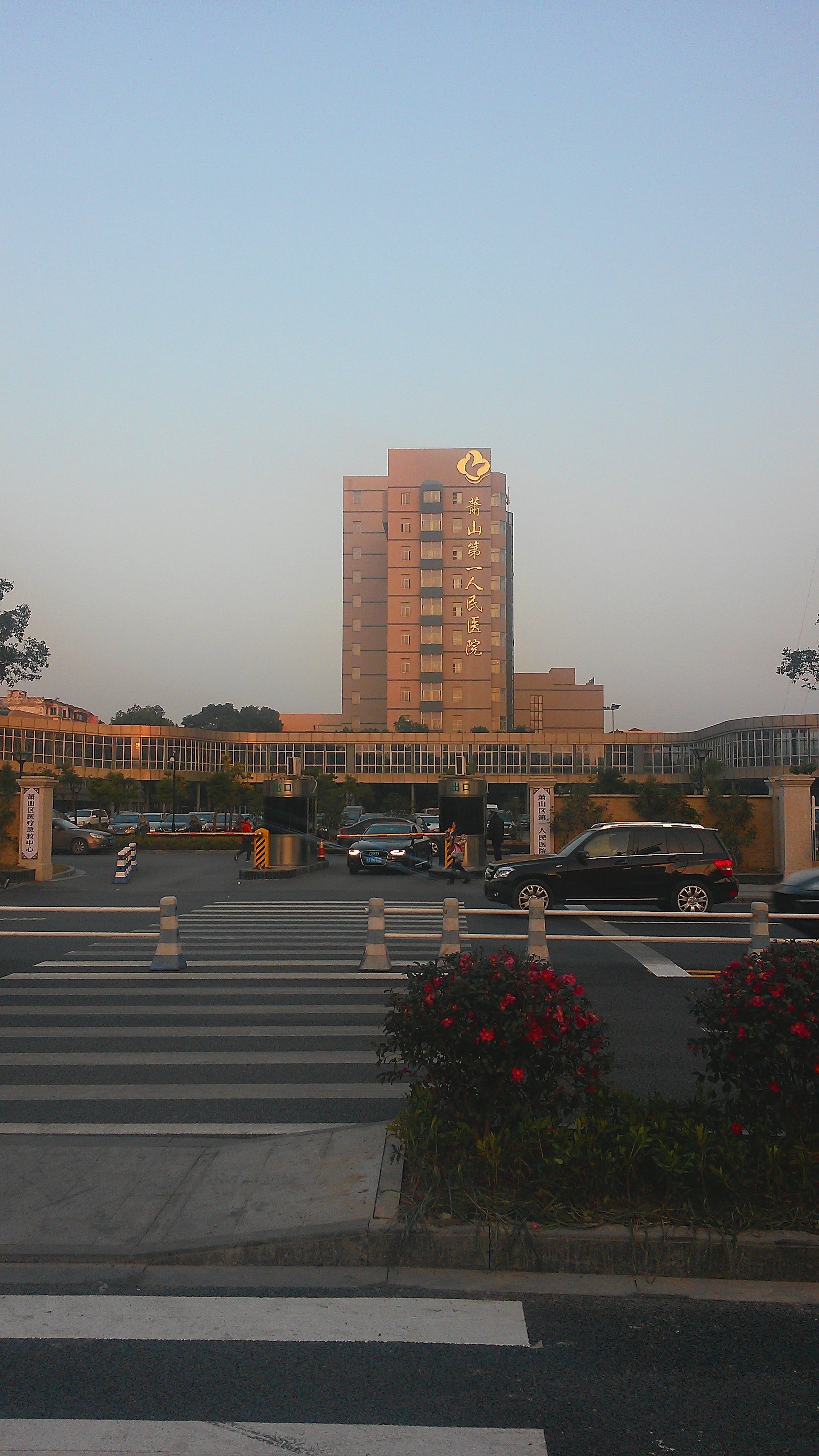
医院大门

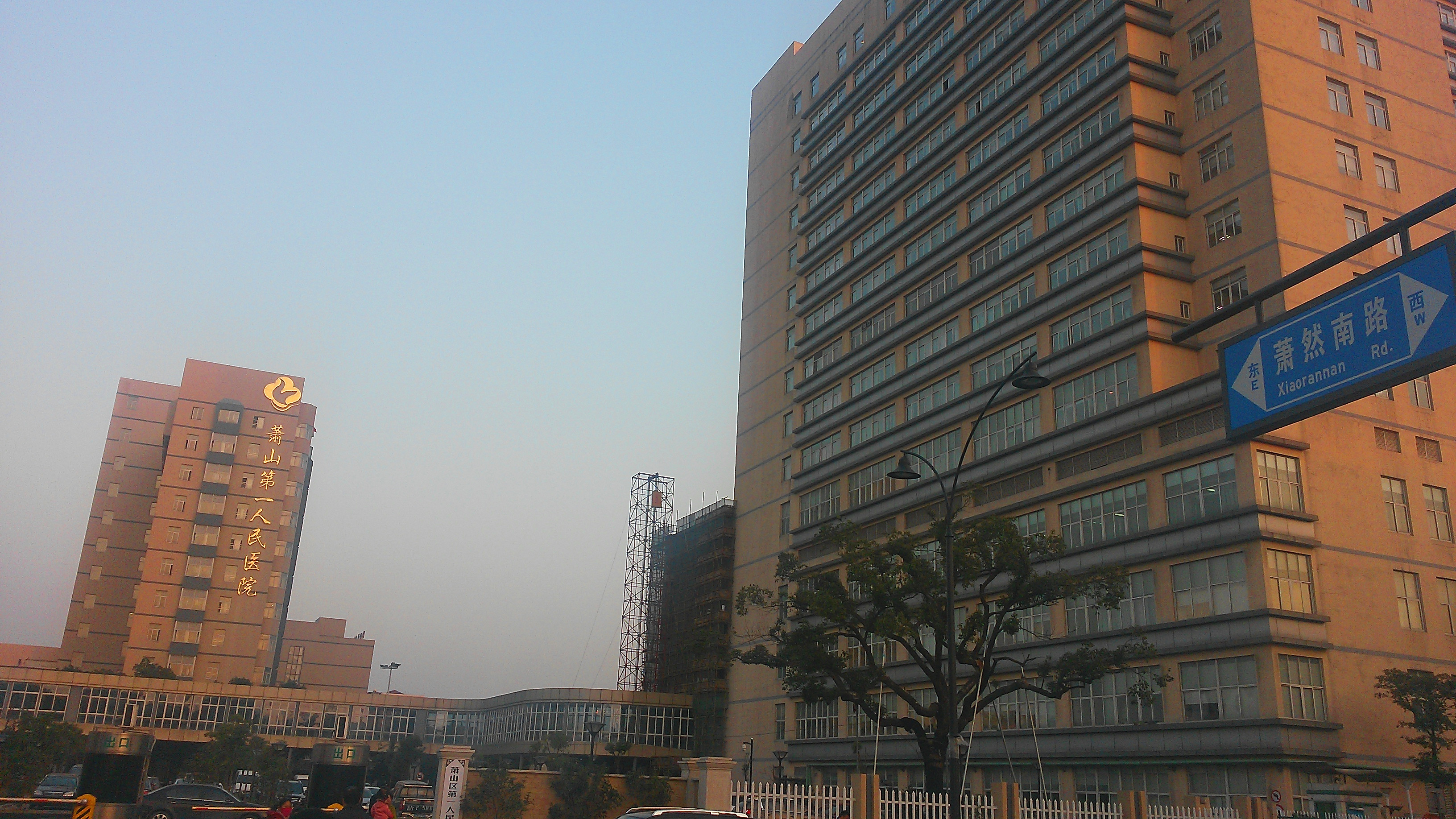
医院大楼

杭州市萧山区第一人民医院简称萧山区第一人民医院或萧山人民医院，是位于杭州市萧山区市心南路199号的一家国家三级乙等综合性医院，创建于1935年8月。它是萧山区的医疗中心和医学技术培训中心，世界卫生组织认定的初级卫生保健示范县医疗中心。是萧山区历史最悠久、规模最大、学科门类最齐全，技术水平最高的综合性医院。现任院长为顾水均。

## 简介
它是浙江省高等医学院校教学医院、杭州师范大学医学院附属医院、上海华山医院萧山分院、浙医一院和浙江省肿瘤医院的协作医院，与美国纽约州立大学医学院、德国切瑞特医院、澳大利亚玛太医院为友好合作医院。
全院在编职工1515人，其中高级卫技人员260人，博士、硕士191人。开放床位1322张，设33个病区，37个专科。2013年门（急）诊199余万人次，出院人次4.7万。

## 荣誉
- 浙江省文明医院
- 省市区三级医保定点医疗机构[1]

## 交通
可乘坐杭州地铁2号线至人民路站到达。